# Rheinknie (Düsseldorf)

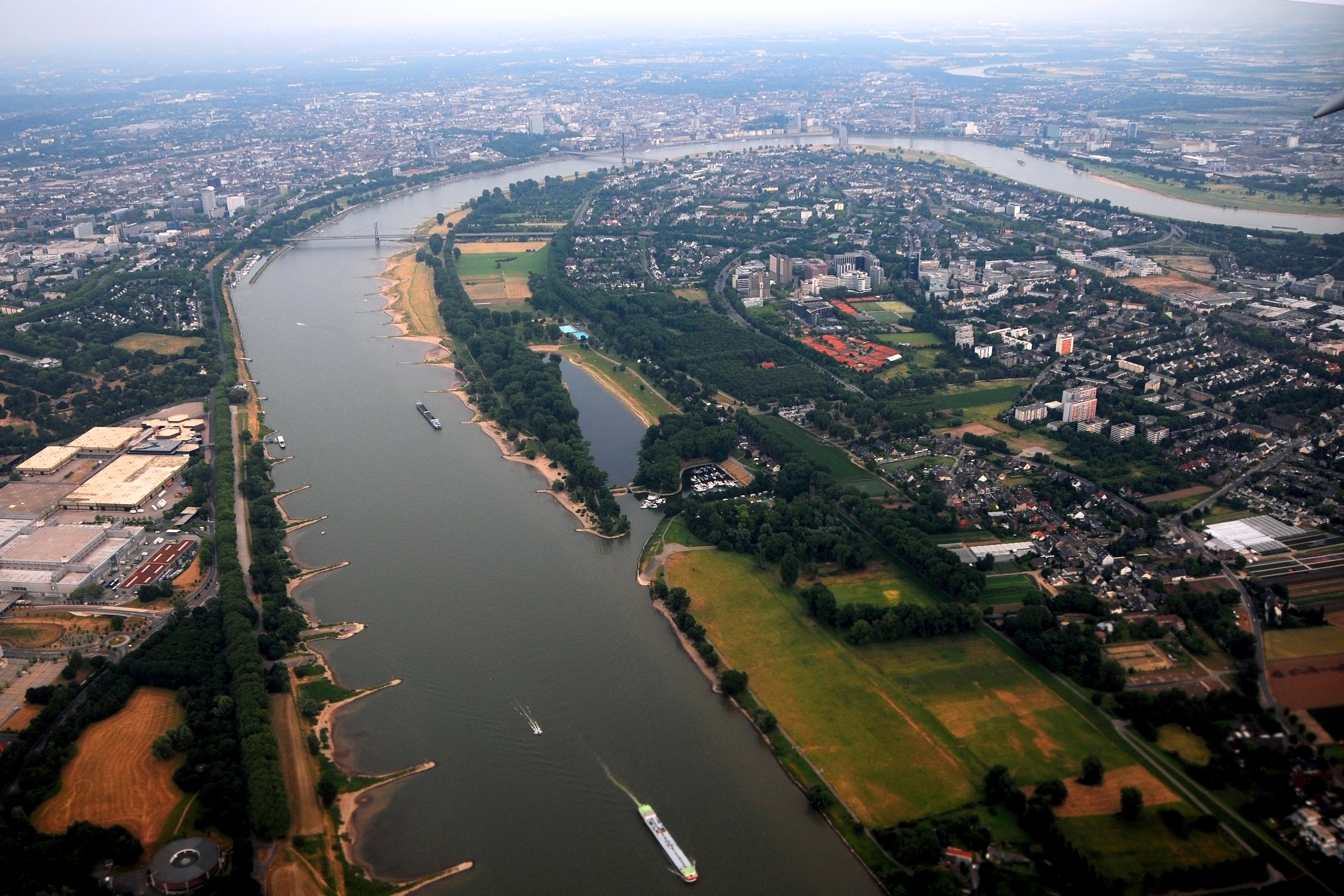
Der Rhein in Düsseldorf aus Richtung Norden mit dem Rheinknie (oben Mitte)

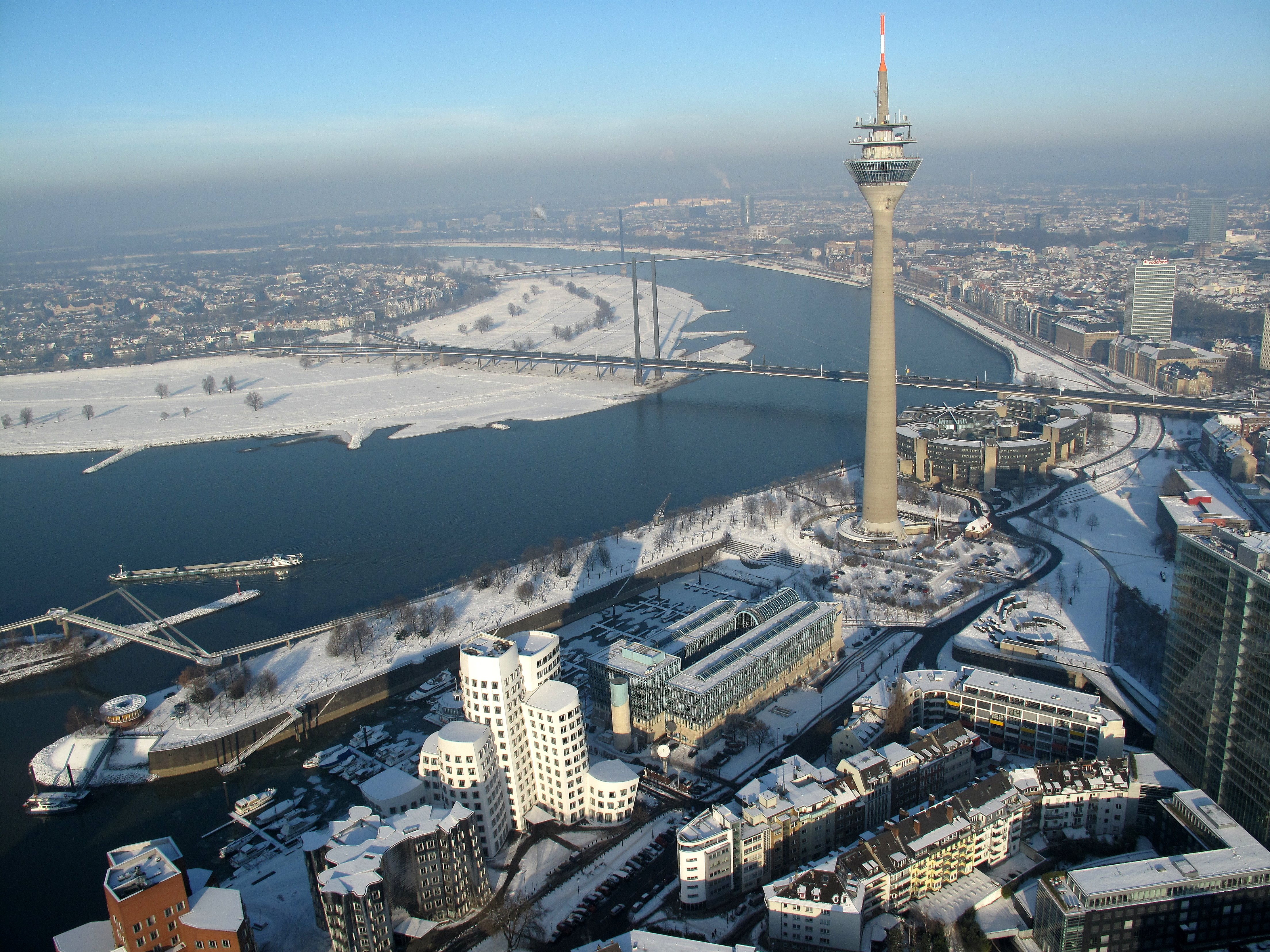
Rheinknie im Winter

Als Rheinknie wird metaphorisch ein Abschnitt einer Flussschleife des mäandrierenden Rheines bezeichnet, dessen scharfe Biegung entfernt an das Knie eines angewinkelten Beins erinnert. Das Düsseldorfer Rheinknie trennt die Stadtteile Hafen, Carlstadt auf der rechten von Oberkassel auf der linken Rheinseite.
Der rechtsrheinische Rand des Rheinknies stellt ein sogenanntes Prallufer dar, weil hier die Flussströmung an das Ufer „prallt“. Zur Befestigung des Ufers wurden eine Ufermauer errichtet und Basaltsteine geschüttet. Durch das Rheinknie und seine Flussschleife erhalten die Stadtteile Oberkassel und Niederkassel die Form einer Halbinsel. Hier prägen flache Ufer mit Schotterbänken und breite Rheinwiesen die Flusslandschaft.
Rechtsrheinisch ist das Rheinknie Standort des Rheinturms, der Rheinkniebrücke sowie des Landtags Nordrhein-Westfalen und bildet dort die natürliche Grenze des Regierungsviertels der Landeshauptstadt.
Vor der Fertigstellung der Hammer Eisenbahnbrücke im Jahre 1870 endete die Eisenbahnstrecke Düsseldorf–Elberfeld im Bahnhof Rheinknie. Weiterreisende konnten von dort über den Rhein zur Rheinstation Oberkassel übersetzen, um anschließend über die Eisenbahnstrecke Oberkassel–Mönchengladbach nach Neuss, Mönchengladbach und Aachen zu gelangen.
Andere markante Rheinknie liegen in Basel und Bingen.
Unweit des Düsseldorfer Rheinknies, genauer auf einer Linie zwischen der Rheinallee in Düsseldorf-Oberkassel und dem Kraftwerk Lausward, entstand 1999 die fotografische Grundlage für das Bild Rhein II des Düsseldorfer Künstlers Andreas Gursky.